# Polyura eudamippus
Espèce
Polyura eudamippus est une espèce de lépidoptères (papillons) de la famille des Nymphalidae et de la sous-famille des Charaxinae. 

## Dénomination
Polyura eudamippus a été décrit la première fois en 1843 par Henry Doubleday (1808-1875).
Synonyme : Charaxes eudamippus Doubleday, 1843; Eulepis eudamippus ; Rothschild & Jordan, 1898.

### Sous-espèces
- Polyura eudamippus eudamippus
- Polyura eudamippus cupidinius (Fruhstorfer, 1914)
- Polyura eudamippus formosanus (Rothschild, 1899)
- Polyura eudamippus jamblichus (Fruhstorfer, 1914)
- Polyura eudamippus kuangtungensis (Mell, 1923)
- Polyura eudamippus nigrobasalis (Lathy, 1898)
- Polyura eudamippus peninsularis (Pendlebury, 1933)
- Polyura eudamippus rothschildi (Leech, 1893)
- Polyura eudamippus splendens (Tytler, 1940)
- Polyura eudamippus weismanni (Fritze, 1894)
- Polyura eudamippus whiteheadi (Crowley, 1900)

### Nom vernaculaire
Polyura eudamippus se nomme en anglais Great Nawab.

## Description

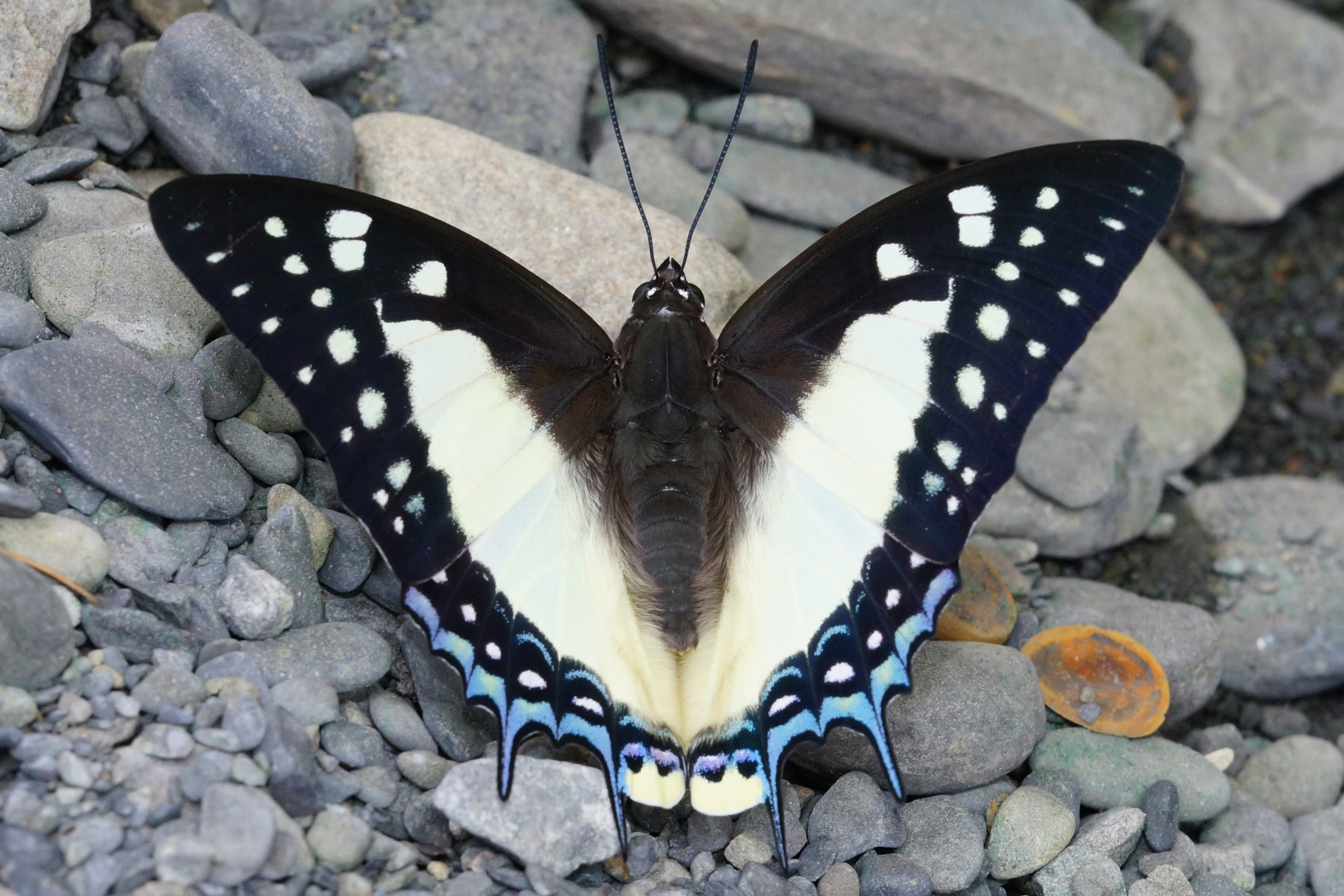
Vue de dessus (dessus des ailes)

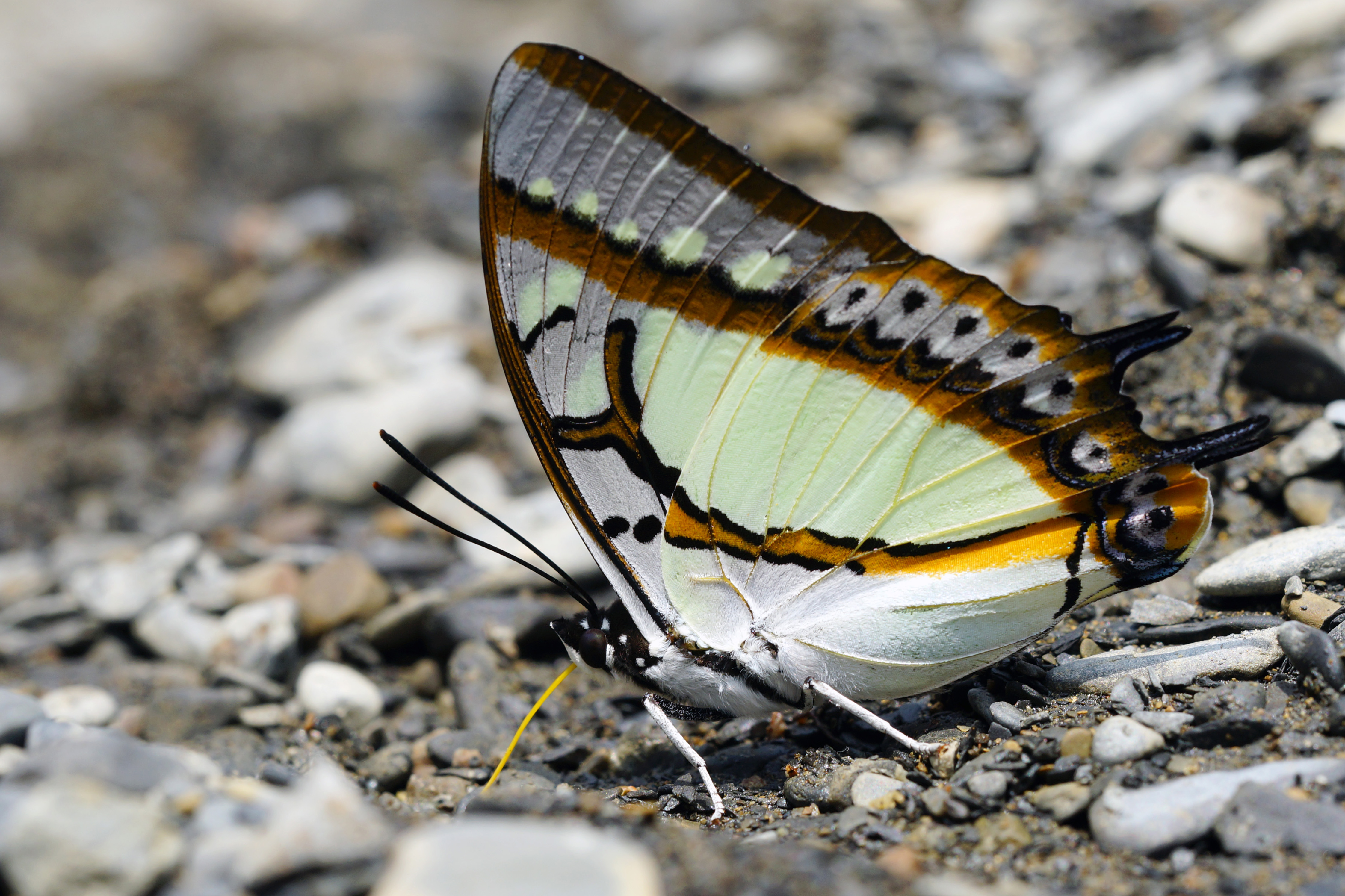
Revers (dessous de l'aile)

Polyura eudamippus est un grand papillon, d'une envergure de 85 mm à 95 mm, au corps gris, aux ailes antérieures au bord externe légèrement concave et aux ailes postérieures à deux queues.
Sur le dessus les ailes sont blanc crème à large bordure noire ornée de lignes de chevrons blancs.
Le revers est aussi blanc, avec aux ailes antérieures une ligne marginale et une autre ligne du bord costal à l'angle interne brun-jaune (kaki) et aux ailes postérieures une ligne marginale brun-jaune, une ligne submarginale de points et une ligne de chevrons.

## Biologie

### Plantes hôtes
Les plantes hôtes de sa chenille sont des Albizzia (Fabaceae), Rhamnella franguloides (Rhamnaceae) et Celtis boninensis  (Ulmaceae),.

## Écologie et distribution

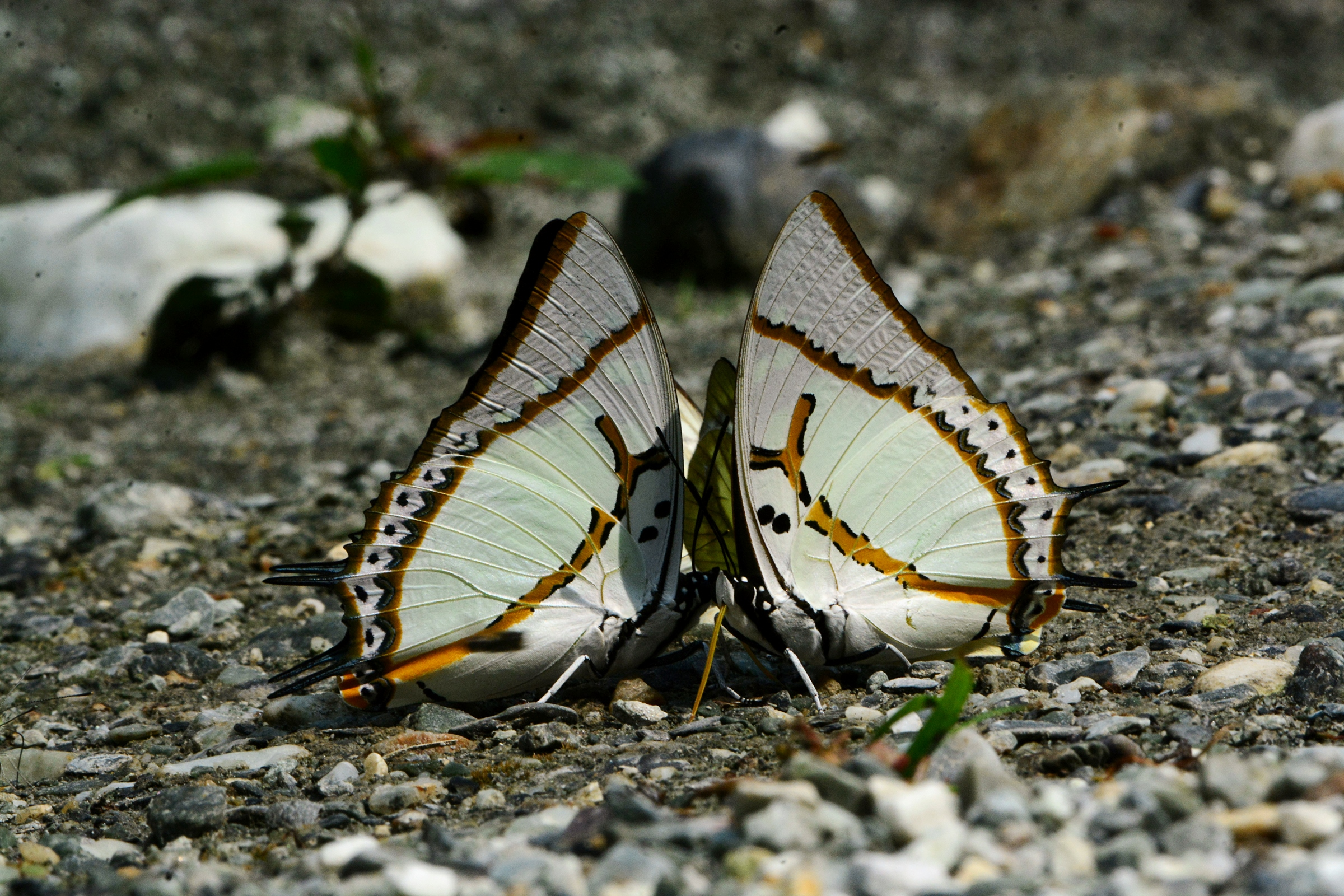
Deux mâles en mud-puddling au Bengale-Occidental, en Inde.

Il est présent en Inde et au Népal ; en Birmanie, au Vietnam, en  Thaïlande et en Malaisie ; en Chine et à Taïwan.
Il vit dans les forêts à feuillage persistant de basse altitude, essentiellement près des ruisseaux.

### Protection
Pas de statut de protection particulier.